# 德州戰鬥 (抗日戰爭)
德州戰鬥發生於1939年11月21日至隔年2月3日，地點則是在中國河北、察哈爾一帶。該戰鬥是抗日戰爭冀察戰區一連串戰鬥的總稱之一，交戰一方為中華民國國民革命軍，另一方則為日軍。在此游擊戰期間，雙方激戰於石家莊朱家莊及德州附近日軍傷亡1091 人，中國軍隊則傷亡226 人。